# هارون غولدبرغ
هارون غولدبرغ (بالإنجليزية: Aaron Goldberg)‏ هو لاعب غولف أمريكي، ولد في 19 يوليو 1985 في إنسينيتاس في الولايات المتحدة.

## وصلات خارجية
- الموقع الرسمي
- هارون غولدبرغ على موقع رابطة لاعبي الغولف المحترفين (الإنجليزية)
- هارون غولدبرغ على موقع التصنيف العالمي الرسمي للغولف (الإنجليزية)